# Izba Reprezentantów Hawajów
Izba Reprezentantów Hawajów (Hawaii House of Representatives) – izba niższa parlamentu amerykańskiego stanu Hawaje. Składa się z 51 członków wybieranych na dwuletnią kadencję w jednomandatowych okręgach wyborczych, z zastosowaniem ordynacji większościowej. Podobnie jak w wielu tego typu ciałach w USA, członkowie Izby poświęcają na pracę w niej jedynie część swojego czasu, resztę spędzając na normalnej pracy zawodowej. 
W obecnej kadencji, Izba jest zdecydowanie zdominowana przez Partię Demokratyczną, do której należy 47 deputowanych. Pozostałe cztery mandaty kontroluje Partia Republikańska. 

## Kierownictwo
stan na 30 grudnia 2020

- Spiker: Scott K. Saiki (Partia Demokratyczna)
- Lider większości: Della Au Belotti (Partia Demokratyczna)
- Lider mniejszości: Lauren Matsumato (Partia Republikańska)

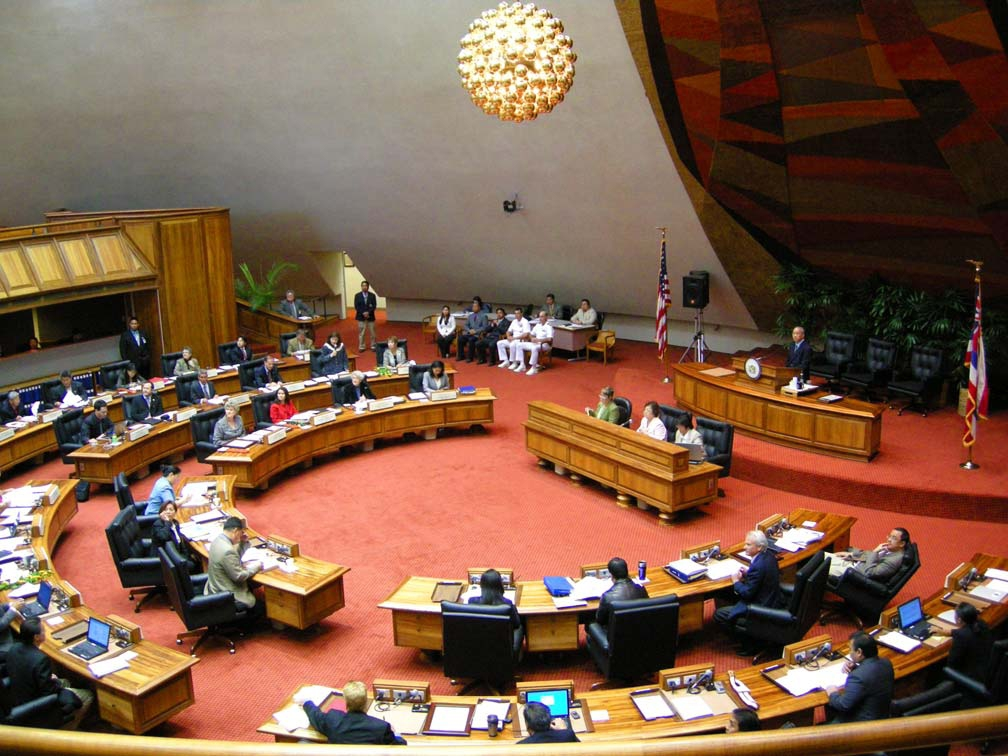
Sala posiedzeń Izby